# 대한민국 형법 제81조
대한민국 형법 제81조는 형의 실효에 대한 형법총칙의 조문이다.

## 조문
제81조(형의 실효) 징역 또는 금고의 집행을 종료하거나 집행이 면제된 자가 피해자의 손해를 보상하고 자격정지 이상의 형을 받음이 없이 7년을 경과한 때에는 본인 또는 검사의 신청에 의하여 그 재판의 실효를 선고할 수 있다.

第81條(刑의 失效) 懲役 또는 禁錮의 執行을 終了하거나 執行이 免除된 者가 被害者의 損害를 補償하고 資格停止 以上의 刑을 받음이 없이 7年을 經過한 때에는 本人 또는 檢事의 申請에 依하여 그 裁判의 失效를 宣告할 수 있다.

## 판례

### 소정의 피해자의 피해를 보상한다는 의미
형법 제81조는 단순히 "피해자의 피해를 보상하고"라고만 규정되어 있는바, 위 규정에서 말하는 "피해자"란 원칙적으로는 범죄행위로 인하여 피해를 본 직접적인 피해자를 가리키나, 한편 형의 실효의 요건으로서의 피해보상은 피해자에게 손해보상이 가능한 범죄에 한하여 요건으로 되고, 그 성질상 피해보항이 불가능한 범죄에 있어서는 위와 같은 요건은 요구되지 아니하므로 위 피해보상의 요건이 모든 범죄에 관한 형의 실효를 위하여 요구되는 필요충족요건이라고 할 수는 없고, 단지 형의 집행을 종료한 후 형을 받음이 없이 7년이 경과할 것이라는 요건에 부수되는 부차적인 요건에 불과하므로, 비록 직접적인 피해자와는 형식적인 피해보상이 이루어지지 아니하였다고 하더라도 직접적인 피해자 이외에 실질적으로 피해를 본 피해자가 별도로 존재하고 그에 대한 피해보상이 이루어짐으로써 실질적인 피해의 회복이 이루어진 것으로 인정될 만한 사정이 있는 때에는 피해보상의 요건은 충족한다.

## 참고 문헌
- 신이철, 형법총론, 경찰승진연구회, 2005. ISBN 9788988777886
- 조현욱, 형법총론강의, 진원사, 2008 ISBN 9788990904621
- 손동권, 형법총론, 栗谷出版社, 2011. ISBN 9788991830936

## 같이 보기
- 형의 실효

1. ↑  서울형사지법 1992. 6. 23. 자 92로12 제4부결정 : 확정